# Pylea
Pylea (griechisch Πυλαία (f. sg.), auch Pylaia) ist ein östlicher Vorort Thessalonikis in der Metropolregion Thessaloniki. Pylea hat eine Küstenlinie von 4,5 km an der Bucht von Thessaloniki bzw. am Thermaischen Golf und erstreckt sich von Südwesten (Meer) nach Nordosten in Richtung des Berges Chortiatis.
Im Gebiet von Pylea wird in den Schriften des Thukydides die antike Siedlung Strepsa erwähnt (319 vor Christus). Unter osmanischer Besatzung trug die Siedlung den Namen Kapoutzida mit Bezug auf die türkische Bezeichnung für Wachmänner (die die Stadt Thessaloniki bewachten). Unter dem Namen Kapoutzides (Καπουτζήδες) wurde sie 1918 als Landgemeinde (kinotita) anerkannt, 1926 in Strefa (Στρέφα) und schließlich 1928 in Pylea umbenannt, wobei das griechische Wort pyli πύλη ‚Tor‘ (hier gemeint das östliche Tor nach Thessaloniki) Pate für den Namen stand. 1982 wurde Pylea zur Stadtgemeinde (dimos) erhoben. Diese Gemeinde wurde 2010 mit Chortiatis und Panorama zur Gemeinde Pylea-Chortiatis fusioniert, wo sie seither einen Gemeindebezirk bildet.
Pylea soll der Betriebshof der U-Bahn von Thessaloniki werden (zurzeit in Bau) und wäre damit zugleich auch vorläufiger südöstlicher Endpunkt der Hauptlinie.